# 福田海斗
福田 海斗（フクダ カイト、1998年　5月18日 - ）は、日本の男性ムエタイ選手。愛知県名古屋市出身。名古屋ムエタイジム「キング・ムエ」 所属。元WPMFムエタイ世界フライ級王者。タイ国プロムエタイ協会フライ級王者。True4Uスーパーフライ級王者。現True4Uバンタム級王者。

## 来歴
小学校3年生の時に友達に誘われて名古屋のムエタイジム「キング・ムエ」に入門しムエタイを始める。佐藤孝也に師事。小学校4年生で初めて地元のアマチュアの試合に出場。完敗してショックを受け、いっそう練習に力をいれる。小学校5年生で東京のアマチュア大会に出場。再び完敗し、東京のレベルの高さに愕然とするが、よりいっそう練習にのめり込むようになる。練習の成果が出はじめ、小学校6年生の時、国内ムエタイ40kg級ジュニアチャンピオンに。
中学1年生で45kg級チャンピオンに。中学1年生の夏、日本での実績が認められ、タイ国ルンピニースタジアム（日本の相撲で言うと国技館）でプロデビュー。判定負けではあったが、現地新聞では「本物のムエタイができる日本の少年」として驚きをもって紹介されている。その後2か月に1回のペースでタイに渡り試合を重ねる。試合ではタイ南部の村祭りから北部、田舎のローカルスタジアムまでタイ全土を回る。地方で実績を重ね、中央のメジャースタジアムに進出していく流れは、タイ人選手では通常のことであるが日本人でこれを行う選手はほとんどいない。
地方での実績が認められ、ムエタイの2大殿堂の一つ、ラジャダムナンスタジアムを主戦場に戦うようになる。タイ人と同じように試合を重ねるその姿はタイでも話題に。タイのムエタイ界で「KAITO」の名が浸透。タイ人のような戦い方（日本人はパンチが主体の戦い方であるが、海斗はヒジ、ヒザの戦いを得意とする）や、前に前に出るファイトスタイルで人気選手となる。日本はもちろん、香港、カンボジア（政府主催の興行で、副大臣邸で行なわれた晩さん会にも出席）などのビッグマッチに招聘されるように。
ラジャダムナンスタジアムで実績を重ね、スタジアム認定ランキング、フライ級10位にランクイン。
2015年3月17日、タイ国ムエタイの日に古都アユタヤ国立公園ランカーカオ寺院で開催された、「スックワン　ナーイカノムトム」でWPMF（World Professional Muaythai Federation）世界フライ級王者に。同年11月にはラジャダムナンスタジアムと並ぶ2大殿堂の一つルンピニースタジアムにも招聘され、クワンドム・トーミンブリー（タイ/ラジャダムナンスタジアム認定ライトフライ級王者、ルンピニースタジアム同級6位）に勝利。ルンピニースタジアム認定ランキング3位、ラジャダムナンスタジアム認定ランキング4位となる。2大殿堂で同時にランクインした日本人選手は伝説の藤原敏男以来。タイのムエタイ年間表彰（サッカーで言うとバロンドールのようなもの）にて、2015年の最優秀外国人選手に選出される。
2016年、タナデー戦の後、ルンピニー1位、ラジャ3位にランクイン。2016年7月には東京・ディファ有明にてWPMFのタイトルを防衛。その後、高校を卒業するべく学業に専念（公立高校で、試合での欠席などを認めてもらえないため、補修で単位取得）。2017年3月に高校を卒業。その3日後にタイへ渡り現地のムエタイジムへ住み込みで練習を始める。
2018年8月ラジャダムナンスタジアム、スーパーフライ級6位にランクイン。タイを主戦場に戦う外国人選手で2階級でランキング入りは稀である。

## 戦歴

### アマチュア戦績
41戦29勝11敗1分（6KO）
| 勝 敗 | 対戦相手                                               | 試合結果               | 試合名                                                                | 階級                                  | 開催年月日      |
| ----- | ------------------------------------------------------ | ---------------------- | --------------------------------------------------------------------- | ------------------------------------- | --------------- |
| ×     | 切畑 伶也（仰拳塾）                                    | 2分2R 判定             | 「BRIDGE ～onematchchallenge10」 東海ボクシングジム                   | ジュニアクラス                        | 2009年 3月22日  |
|       |                                                        | ☆準優勝                | 「第6回小中学生ポイント制グローブマッチ」 総合体育館                  | フライ級トーナメント                  | 2009年 4月26日  |
| ○     | 鎌田 陸（アレス）                                      |                        | 〃                                                                    | 〃 一回戦                             |                 |
| ○     | 杉下 準（GETOVER）                                     |                        | 〃                                                                    | 〃 二回戦                             |                 |
| ×     | 林 海斗（OISHIGYM）                                    |                        | 〃                                                                    | 〃 決勝戦                             |                 |
| ○     | 大橋 雷（KOUKENGYM）                                   | 2分2R 判定             | 「BRIGDE～onematchchallenge11」東海ボクシングジム                     | ジュニアクラス                        | 2009年 6月7日   |
| ×     | 小森 玲哉（ONE'S GOAL）                                | 1分30秒2R 判定         | 「第11回MuayYoko」赤レンガ倉庫                                        | キッズワンマッチ 36～38㎏契約         | 2009年 8月9日   |
| ×     | 杉下 準（GETOVER）                                     | 1分30秒1R              | 「第8回小中学生ポイント制グローブマッチ」総合体育館                   | ライト級トーナメント 1回戦            | 2009年 9月13日  |
| ×     | 岩瀬 巧（Gwinds）                                      | 1分30秒2R 判定         | NJKFブリザードジム「HATURATU10」 ｺﾞｰﾙﾄﾞｼﾞﾑｻｳｽ東京ｱﾈｯｸｽ                | 少年クラス                            | 2009年 12月6日  |
| ○     | 石塚 宏人（ド―ジョー★シャカリキ）                      | 2分2R 判定             | 「第1回ムエロークジュニア大会」ディファ有明                           |                                       | 2010年 1月17日  |
| ×     | 松岡 翔大（KOUKEN GYM）                                | 2分2R 判定             | 「BRIDGE ～onematchchallenge13」東海ボクシングジム                    | ジュニアクラス                        | 2010年 2月21日  |
| ○     | 小森 茉耶（ONE'S GOAL）                                | 2分2R 判定             | 「MuayThaiOpen11」新宿FACE                                            | 少年部                                | 2010年 3月7日   |
| ×     | 大崎 一貴（OIHSIGYM）                                  | 1分30秒1R              | 「第9回ポイント制グローブマッチ」総合体育館                           | ライト級トーナメント 準決勝           | 2010年 4月18日  |
| ○     | 山本 岬（はまっこムエタイジム）                        | 1分30秒2R 判定         | 「第12回 MuayYoko」赤レンガ倉庫                                       | キッズワンマッチ                      | 2010 年 4月25日 |
| ○     | 石井 真樹（真樹ジムAICHI）                             | 2分2R 判定 ☆優秀選手賞 | 「第3回J-1グランプリ」真樹ジムAICHI                                   | Jr,Aクラス                            | 2010年 6月6日   |
| ×     | 榊原 達也（チームSK）                                  | 判定                   | 第3回 B-FAMILY NEO主催 「MuayThai WINDY Super Fight」 新木場1STリング | ー40kg級トーナメント 1回戦            | 2010年 6月13日  |
| ○     | 西村 大輝（WATANABEGYM）                               | 2分2R KO               | 「BRIDGE onematchcallenge～14th」 中日ボクシングジム                  | ジュニアクラス                        | 2010年 6月27日  |
| ○     | 中野 太（パワーオブドリーム                            | 2分2R 判定             | 「MuayThaiOpen12」ディファ有明                                        | 少年クラス                            | 2010年 7月11日  |
|       |                                                        | ☆－40㎏級 王座獲得     | 第4回B-FAMILY NEO主催 「MuayThai WINDY Super Fight」 新木場1STリング  | －40㎏級トーナメント                  | 2010年 9月19日  |
| ○     | 酒井 柚樹（はまっこムエタ イジム）                     | 1.5分2R 判定           | 〃                                                                    | 〃 1回戦                              |                 |
| ○     | 黒川 和哉（ウィードジム）                              | 1.5分2R 判定           | 〃                                                                    | 〃 2回戦                              |                 |
| ○     | 榊原 達也（チームSK）                                  | 1.5分2R 延長定         | 〃                                                                    | 〃 決勝戦                             |                 |
| ○     | 武居 由樹（POD）                                       | 1.5分2R 判定           | 〃                                                                    | 〃タ イトルマッチ                     |                 |
| ○     | 伊藤 紗弥（尚武会）                                    | 判定                   | 第5回B-FAMILY NEO主催 「MuayThai WINDY Super Fight」 新木場1STリング  | －40㎏級 王座防衛戦                   | 2010年 11月7日  |
| ○     | 酒井 柚樹（はまっこムエタイジム）                      | 2分2R 判定 ☆大会MVP    | 「MuayThaiOpen14」新宿FACE                                            | ムエタイサマックレン                  | 2010年 12月5日  |
| ○     | 岩本 快晴（TTPGYM）                                    | 2分2R KO               | MuayThai WINDY Super Fight九州大会」ｱｸｼｵﾝ福岡                         |                                       | 2011年 2月13日  |
| △     | チーム キング・ムエ VS チーム 東京 末永 勇一（フリー） | 2分2R                  | 「ムエローク2011」新宿FACE                                            | ムエロークJr地域対抗戦 5対5           | 2011年 2月20日  |
| ×     | チーム 東海 vs チーム 東京 那須川 天心（チームTEPPEN） | 2分2R 判定             | 「ムエローク2011～2nd」新宿FACE                                       | ムエロークJr 地域対抗戦6対6           | 2011年 4月2日   |
| ×     | 武居 由樹（POD）                                       | 延長判定               | 「MuayThai WINDY Super Fight6」新木場1stﾘﾝｸﾞ                          | －45kg級トーナメント 準決勝           | 2011年 4月29日  |
|       |                                                        | ☆－42kg級優勝          | 「第15回MuayYoKO」 ゴールドジムサウス東京アネックス                   | －42kg級トーナメント                  | 2011年 6月5日   |
| ○     | 清水 一輝（橋本道場）                                  | 2分2R 判定             | 〃                                                                    | 〃 準決勝                             |                 |
| ○     | 岩浪 悠弥（橋本道場）                                  | 2分2R 判定             | 〃                                                                    | 〃 決勝                               |                 |
| ○     | 石塚 宏人（ドージョー☆ シャカリキ）                    | 3分2R 1R KO            | 「MuayThai WINDY Super Fight」                                        | ジュニアワンマッチ                    | 2011年 6月19日  |
| ○     | 榊原 達也（チームSK）                                  | 2分2R 判定             | 「MuayThai WINDY Super Fight 名古屋大会」                             | 地域対抗戦                            | 2011年 7月3日   |
|       |                                                        | ☆－45㎏新チャンピオン  | 「MUAYTHAI WINDY SuperFight～8」                                      | －45㎏級トーナメント                  | 2011年 7月31日  |
| ○     | 石塚 宏人（ドージョー☆ シャカリキ）                    | TKO                    | 〃                                                                    | 〃 決勝戦                             |                 |
| ○     | 武居 由樹（POD）                                       | 延長判定               | 〃                                                                    | 〃 王座決定戦                         |                 |
| ○     | かいおっと【儀武快斗】 （名護ムエタイスクール）        | 1分30秒5R 4RKO         | 「MUAYTHAI WINDY SuperFight～8」 WINDY インターナショナル王座査定試合 | 42kg契約                              | 2011年 9月23日  |
|       |                                                        | ☆干新チャンピオン      | 「MuayThai WINDY Super Fight11」大森ｺﾞｰﾙﾄﾞｼﾞﾑ                         | －50㎏級トーナメント                  | 2012年 3月18日  |
| ○     | 浜地 和也（同門対決）                                  | 判定                   | 〃                                                                    | 〃 決勝戦                             |                 |
| ○     | 吉永 建太（WSR）                                       | 5RKO                   | 〃                                                                    | 〃 王座決定戦                         |                 |
| ○     | 江川 優生（POD）                                       | 判定                   | 「第8回国際ジュニアキックボクシング大会」三郷体育館                   | 他団体チャンピオン交流マッチ          | 2012年 4月29日  |
| ×     | 坪井 優吾（FLYSKYGYM）                                 | 判定                   | 「MuayThai WINDY Super Fight12」大森ｺﾞｰﾙﾄﾞｼﾞﾑ                         | －50㎏級防衛戦                        | 2012年 6月10日  |
| ○     | 酒井柚樹（はまっこムエタイ ジム）                      | 2分5R 判定             | 「MuayThaiWINDYSuperfightinNAGOYA ～MUAYTHAIPHOON～ 2」               | ムエタイルール （肘無し）             | 2012年 7月1日   |
| ○     | 浜地 和也（同門対決）                                  | 判定                   | 「MuayThai WINDY Super Fight14」ディファ有明                          | ー55㎏級トーナメント決勝戦            | 2012年 9月22日  |
| ○     | 儀部 快斗（B.FAMILYNEO沖 縄）                          | 3分×3R 判定 ☆初代王者  | 「TRIBELATE」新宿FACE                                                 | TRIBELATEフライ級王座決定戦プロルール | 2012年 11月10日 |
|       |                                                        |                        | 「第1回日本アマチュアムエタイ大会」新木場1STリング                    | 50㎏級トーナメント                    | 2012年 12月23日 |
| ○     | 松本 （ビクトリージム）                                | TKO                    | 〃                                                                    | 〃 1回戦                              |                 |
| ○     | 松本 就（吉田道場）判定                                | 判定                   | 〃                                                                    | 〃 決勝戦                             |                 |

### プロ戦績
☆2011.8.19プロデビュー
84戦46勝37敗1分（15KO）

| 勝 敗 | 対戦相手                                                          | 試合結果                                                    | 試合名 | 階級                                                                       | 開催年月日            |
| ----- | ----------------------------------------------------------------- | ----------------------------------------------------------- | --- | -------------------------------------------------------------------------- | --------------------- |
| ×     | ナロンリット・ウォー・センテープ                                  | 3分5R 判定                                                  | 「スック・ペットピア」ルンピニースタジアム | 100ポンド契約                                                              | 2011年 8月19日        |
| ○     | ペットエーク・ポールンゲット                                      | 2分5R 判定                                                  | 「スック ダーウルンプラパート」ラージャダムナンスタジアム | 96ポンド契約                                                               | 2011年 11月9月        |
| ○     | トラ・ウォーワンチャイ （B.FamilyNeo)                             | 2分5R 判定                                                  | 「MUAYTHAI WINDYSuperFight～10」新木場 プロ興行「U-15／100ポンド国内最強決定戦 15000バーツ賞金マッチ」                                                          | 100ポンド                                                                  | 2011年 12月18日       |
| ×     | ナロンリット・ウォーセンテープ（タイ）                            | 判定                                                        | 「スックムエタイルンピニーグルッグライ」ルンピニースタジアム |                                                                            | 2012年 2月18日        |
| ×     | シンクノーン・シッジャブーン（タイ）                              | 4RKO                                                        | 「スックワンピンヨンソーデェダムロン」パントゥンヤーン市場特設リング                                                                                            |                                                                            | 2012年 4月7日         |
| ○     | ペットエーク・ルークフォールンゲット（タイ）                      | 2分5R                                                       | 「スックワンギントーン」タイ国アディソンスタジアム | ムエタイルール                                                             | 2012年 8月12日        |
| ○     | 熊井 亮介（Y'SD）                                                 | 2分5R 3RTKO                                                 | 「HOOSTCUP～スピリット2～」テレピアホール | WINDY提供試合 ムエタイルール                                               | 2013年 2月24日        |
| ○     | ハンタレー・ルンポートン（タイ）                                  | 2分5R 判定                                                  | 「スックワンソーデェダムロン+チェットトゥンワー」 トラン県パリエン郡パントゥンヤーン地区特設リング                                                              | 49㎏契約                                                                   | 2013 3月30日          |
| ○     | デッシン・ソーソーピット（タイ）                                  | 2分5R 4RKO                                                  | 「スックワンギントーン」ラジャダムヌンスタジアム |                                                                            | 2013年 4月10日        |
| ×     | 対戦者名不明（タイ）                                              | 2分5R 判定                                                  | イサーン県スタジアム |                                                                            | 2013年 4月14日        |
| ○     | 斎藤 鉱也（DRGONGYM石巻）                                         | 3分3R 判定                                                  | 「戦場10league22」ドラゴンボクシングスタジアム | 52Kg契約(肘なし）                                                          | 2013年 7月7日         |
| ×     | セーンチャンチャーイ・ライオーエットナコーン（タイ）              | 3分5R 判定                                                  | 「スックワンギントーン」ラージャダムナヌンスタジアム | ムエタイルール 108ポンド                                                   | 2013年 8月15日        |
| ×     | セーンチャンチャイ・ライオーエットコーン（タイ）                  | 3分5R 判定                                                  | 「スックアッサウィンダム」インペリアルラップラオスタジアム | ムエタイルール                                                             | 2013年 11月17日       |
| ○     | パーンペット・シットクルーパック（タイ）                          | 3分5R 4RKO                                                  | ラージャダムヌンスタジアム | ムエタイルール                                                             | 2014年 5月5日         |
| ○     | ファースン・ソー・ソピット（タイ）                                | 3分5R 判定                                                  | 「スックワンキントーン」ラージャダムヌンスタジアム | 116ポンド契約 ムエタイルール                                               | 2014年 7月9日         |
| ×     | プラドゥーダム・ポー・ルアンルン（タイ）                          | 3分5R 判定                                                  | 「スックワンキントーン」ラージャダムヌンスタジアム | 112ポンド契約                                                              | 2014年 8月4日         |
| ○     | プラドゥーダム・ポー・ルアンルン（タイ）                          | 3分5R 3RKO                                                  | 「スックワンキントーン」ラージャダムヌンスタジアム | 113ポンド契約                                                              | 2014年 8月28日        |
| ○     | 若山龍嗣（DRAGON GYM）                                            | 3分5R 判定                                                  | 「大震災復興チャリティーイベント戦場13」仙台サンフェスタ102 | フライ級 ムエタイルール                                                    | 2014年 9月28日        |
| ×     | ノッパドーン（カンボジア）                                        | 3分5R 判定                                                  | 「Cambodian Champ Vs International Champ II」ｽｳﾞｧｲﾘｴﾝｻｯｶｰｽﾀｼﾞｱﾑ                                                                                                 | ムエタイルール                                                             | 2014年 11月1日        |
| ×     | ホー・クオック・ケン（中国）                                      | 3分5R 判定                                                  | 「TOPKINGWORLD SERIES HONG KONG」香港アジアワールドエキスポ | ムエタイルール                                                             | 2014年 12月20日       |
| ○     | ペッダム・シットゲンサック（タイ）                                | 3分5R 判定                                                  | 「スックワンキントーン」ラージャダムヌンスタジアム | 114ポンド ムエタイルール                                                   | 2015年 2月5日         |
| ○     | ノッパドーン・ペットプートン（カンボジア）☆世界チャンピオン誕生！ | 3分5R 判定                                                  | 「スックワンナーイカノムトム」ｱﾕﾀﾔ歴史公園内ランカーカオ寺院 | ◇WPMF世界フライ級王座決定戦                                                | 2015年 3月17日        |
| ○     | セーンチャンチャイ（タイ）                                        | 3分5R 判定                                                  | 「スックワンキントーン」ラジャダムナンスタジアム | ムエタイルール                                                             | 2015年 4月8日         |
| ×     | カンカオデーン・フアロンナムカン（タイ）                          | 3分5R 判定                                                  | 「スックワンキントーン」ラジャダムナンスタジアム | 113ポンド ムエタイルール                                                   | 2015年 5月25日        |
| ×     | テープタクシン・ソーソンシン                                      | 3分5R 判定                                                  | 「スックペットヴィセット」ラジャダムナンスタジアム | 113ポンド ムエタイルール                                                   | 2015年 7月20日        |
| ○     | セーンチャンチャイ・ライオーネットナコン（タイ）                  | 3分5R 判定 （3－0）                                         | 「スックワンキントーン」ラジャダムナンスタジアム | 113ポンド ムエタイルール                                                   | 2015年 8月20日        |
| ○     | ペットヤソー・ダーブルンサラカーム（タイ）                        | 3分5R                                                       | 「スックアッサウィンダム」インペリアルラップラオ | 115ポンド ムエタイルール                                                   | 2015年 9月20日        |
| ○     | クワンドム・トーミンブリー（タイ）                                | 3分5R 判定 （3－0）                                         | 「スック ワンウィラポン」ルンピニースタジアム | 113ポンド                                                                  | 2015年 11月6日        |
| ○     | タナデー・トープラン49（タイ）                                    | 3分5R 判定 （3－0） ☆タイ国プロムエタイ協会フライ級王座獲得 | ルンピニースタジアム創立記念興行（59回目）「ルンピニーチャンピオンクルックライ」                                                                                | タイ国プロムエタイ協会フライ級タイトルマッチ                               | 2015年12月8日         |
| ×     | タナデー・トープラン49（タイ）                                    | 3分5R 判定 （0－3）                                         | 「スックワンキントーン」ラージャダムヌンスタジアム | 112ポンド ムエタイルール                                                   | 2016年 1月13日        |
| ×     | ルアンデート・サックビチャン（タイ）                              | 3分5R 判定 （0－3）                                         | 「スックワンキントーン」ラジャダムナンスタジアム | 111ポンド                                                                  | 2016年 3月7日         |
| ×     | パンポーン・ソーワリッター（タイ）                                | 3分5R 判定                                                  | タイ国サラブリー県特設リング ※未発表試合 |                                                                            | 2016年月？日          |
| ×     | ペットスパン・ポー・ダーオルンルアン（タイ）                      | 3分5R 判定 （0－3）                                         | 「スック ダーウルンユッタハティー」シリプラジャン・スタジアム                                                                                                   | ムエタイルール                                                             | 2016年 5月3日         |
| ×     | ペットムアンチョン（タイ）                                        | 3分5R 判定 （0－3）                                         | 「Wanchai+Kingthong MuayThai Super Fight」名古屋国際会議場イベントホール                                                                                        | 51．5㎏契約 ムエタイルール                                                 | 2016年 6月19日        |
| ○     | トゥカターペット・ソー・ギャットニワット（タイ）                  | 3分5R 判定 （3－0）                                         | 「TOYOTA HiluxRevo SuperChamp in Japan」ディファ有明 | タイ国プロムエタイ協会フライ級防衛線                                       | 2016年 7月29日        |
| ○     | ペットチャイナート・シットカムナンヌン（タイ）                    | 3分5R 4RKO（ヒザ）                                          | 「スックワンキントーン」ラジャダムナンスタジアム | 111ポンド                                                                  | 2016年 9月19日        |
| ×     | ルアンデート・サックヴィチャン（タイ）                            | 3分5R 判定 （0－3）                                         | 「スックワンミッチャイ」ラジャダムナンスタジアム | 113-114ポンド契約                                                          | 2016年10月6日         |
| ×     | フルックノーイ・ムーサパーンマイ（タイ）                          | 3分5R 判定 （0－3）                                         | ラジャダムナンスタジアム国王陛下追悼興行 「スック ワンキントーン＋ペットヴィセット」 第8試合                                                                    | 114ポンド契約                                                              | 2016年 11月14日（月） |
| ×     | ドードー・ルークコークラック（タイ）                              | 3分5R RKO                                                   | 「スックワンキントーン」ラージャダムヌンスタジアム | 114ポンド ムエタイルール                                                   | 2017年 3月13日        |
| ×     | ケンペット プンパンモアン（タイ）                                 | 3分5R 判定 （0－3）                                         | 「スックワンキントーン」ラージャダムヌンスタジアム | 114ポンド ムエタイルール                                                   | 2017年 5月13日        |
| ○     | チャッサー・オーボートーラムポンタマイ（タイ）                    | 3分5R 2RKO                                                  | 「スックムエディーサラブリー」バンモースタジアム （ムエサイアム中部タイトルマッチ）                                                                             | 115ポンド ムエタイルール                                                   | 2017年 6月16日        |
| ○     | ペットアナン・ビッグクロントゥーイ（タイ）                        | 3分5R RKO                                                   | 「スックワンキントーン」ラージャダムヌンスタジアム | 117ポンド ムエタイルール                                                   | 2017年 7月5日         |
| ×     | チャットペット ソープンサワット（タイ）                           | 3分5R 判定 （0－2）                                         | 「スックソーソムマイ」ラージャダムヌンスタジアム | 114ポンド ムエタイルール                                                   | 2017年 8月7日         |
| ×     | チャットペット ソープンサワット（タイ）                           | 3分5R 判定 （0－2）                                         | 「スックソーソムマイ」ラージャダムヌンスタジアム | 114ポンド ムエタイルール                                                   | 2017年 月11日         |
| ○     | ラタナポン ノーアヌワットジム（タイ）                             | 3分5R 判定 （3－0）                                         | 「スックワンキントーン」ラージャダムヌンスタジアム | 115ポンド ムエタイルール                                                   | 2017年 11月12         |
| ○     | イサーンキアオ ヌンポンテープ(タイ）                              | 3分5R 判定 （3－0）                                         | 「スックワンキントーン」ラージャダムヌンスタジアム | 115－116ポンド ムエタイルール                                              | 2018年 3月19日        |
| ×     | ブアカーオレックシットオーブンチョープ(タイ                       | 3分5R 判定 （0－3）                                         | 「スックワンキントーン」ラージャダムヌンスタジアム | 115ポンド ムエタイルール                                                   | 2018年 4月18日        |
| ○     | ノーンビー ピウワヨー(タイ）                                      | 3分5R 4RKO                                                  | 「スックワンキントーン」ラージャダムヌンスタジアム | 116ポンド ムエタイルール                                                   | 2018年 6月18日        |
| ○     | ジョムトーン サックヴィチャン(タイ）                              | 3分5R 3RKO (右肘)                                           | 「スックワンキントーン」ラージャダムヌンスタジアム | 116ポンド ムエタイルール                                                   | 2018年 7月18日        |
| ○     | タナデ― トープラン49(タイ）                                       | 3分5R 判定 （3－0） ☆True4U115ポンド王座獲得                | 「スックワンチャイ ムエタイスーパーファイトVol.5」名古屋国際会議場イベントホール 「True4U115ポンド王座決定戦」                                                  | 115ポンド ムエタイルール                                                   | 2018年 9月24日        |
| ×     | パーンペット ウォーサンプラパイ（タイ）                           | 3分5R 判定 （0－3）                                         | 「True4U スックムエマンワンスック」 パトゥムターニー県特設リング                                                                                                | 116ポンド ムエタイルール                                                   | 2018年11月2日         |
| ○     | シンラパタイ ピウワヨー（タイ）                                   | 3分5R 判定 （3－0）                                         | 「True4U スックムエマンワンスック」ルンピニースタジアム CPトーナメント                                                                                          | ムエタイルール 118－122ポンド                                              | 2019年 1月18日        |
| ×     | サックシー ギャットムー9（タイ）                                  | 3分5R 判定 （0－3）                                         | 「True4U スックムエマンワンスック」ルンピニースタジアム CPトーナメント                                                                                          | 116ポンド ムエタイルール                                                   | 2019年 2月22日        |
| ○     | シンラパタイ シットチャンルン（タイ）                             | 3分5R 4RKO                                                  | 「True4U スックムエマンワンスック」ルンピニースタジアム | 116ポンド ムエタイルール                                                   | 2019年 3月29日        |
| ○     | ンガータオ・ポーワララック（タイ）                                | 3分5R 4RKO                                                  | 「スックワンキントーン」ラージャダムヌンスタジアム | 120ポンド ムエタイルール                                                   | 2019年 4月24日        |
| ×     | ガ－オモンコン・ペッティンディーアカデミー(タイ）                 | 3分5R 判定                                                  | 「スックワンキントーン」ラージャダムヌンスタジアム | 118ポンド ムエタイルール                                                   | 2019年 6月5日         |
| ×     | ジャルンリット・ラウェイムエタイ（タイ）                          | 3分5R 判定                                                  | 「スックペッピヤ」ルンピニースタジアム | 118ポンド 119ポンド（相手） ムエタイルール                                 | 2019年 7月5日         |
| ○     | ジャルンリット・ラウェイムエタイ（タイ）                          | 3分5R 判定                                                  | 「スックワンキントーン」ラージャダムヌンスタジアム | 119ポンド ムエタイルール                                                   | 2019年 7月31日        |
| ×     | ジャルンリット・ラウェイムエタイ（タイ）                          | 3分5R 判定                                                  | 「スックワンキントーン」ラージャダムヌンスタジアム | 119ポンド ムエタイルール                                                   | 2019年 9月11日        |
| ○     | ルンナライ・ギャットムーガウ （タイ）                             | 3分5R 3RKO ☆True4U118ポンド王座獲得                         | ヤマモリ株式会社プレゼンツ「スックムエマンワンスック True4U 118lbsタイトルマッチ」 「スックワンチャイ ムエタイスーパーファイト」 名古屋国際会議場イベントホール | 118ポンド ムエタイルール                                                   | 2019年 10月6日        |
| ×     | ノンユット・シッジェーカン（タイ）                                | 3分5R 判定                                                  | [スックワンキントーン]ラージャダムヌンスタジアム | 119ポンド 118ポンド（相手） ムエタイルール                                 | 2019年 12月2日        |
| ×     | チャンユット・サックルンルアン（タイ）                            | 3分5R 判定                                                  | [スックワンキントーン]ラージャダムヌンスタジアム | 120ポンド ムエタイルール                                                   | 2019年 12月25日       |
| ×     | ノンユット・シッジェーカン（タイ）                                | 3分5R 判定                                                  | [スックワンキントーン]ラージャダムヌンスタジアム | 120ポンド 117ポンド（相手） ムエタイルール                                 | 2020年 1月15日        |
| ○     | ワッタナー・MTMアカデミー(タイ）                                  | 3分5R 4RKO                                                  | [True4U スックムエマンワンスック]ルンピニースタジアム | 120ポンド ムエタイルール                                                   | 2020年 2月28日        |
| ○     | ユット・ゼロ(タイ）                                               | 3分5R 3RTKO                                                 | [BOM ～The Battle Of MuayThai～ BOM WAVE02 -Get Over TheCovit-19-] BOM Bantamweight(53.52 kg) Tornament -1st Round-                                             | 53.52 kg ムエタイルール                                                    | 2020年 10月4日        |
| ○     | 馬渡 亮太（日本・治政館）                                         | 3分5R 判定                                                  | NO KICK NO LIFE～新章～」TSUTAYA O-EAST 第5試合 セミファイナル                                                                                                  | 55kg契約 特別ルール                                                        | 2020年 10月29日       |
| ○     | KING剛 （日本・ロイヤルキングス）                                 | 3分3R 判定                                                  | HOOST CUP KINGS KYOTO 7」 京都KBSホール 第4試合セミファイナル                                                                                                   | 53.5 kg 契約EXルール                                                       | 2021年 3月7日         |
| ×     | 大崎 孔暉（日本・大石ジム）                                       | 3分5R 判定                                                  | ＢＯＭ～The Battle Of MuayThai～ BOM WAVE04 -Get Over TheCovit-19-] BOM Bantamweight(53.52 kg) Tornament -Final Round-                                          | 53.52 kg ムエタイルール                                                    | 2021年 4月11日        |
| ○     | 片島 聡志(KICK LIFE)                                              | 3分3R 判定                                                  | [SUK WANKINGTHONG] 後楽園ホール | バンタム級(53.5㎏） ムエタイルール                                         | 2021年 6月13日        |
| 〇    | ポンちゃん シリラックムエタイジム（タイ）                         | 3分3R 2分14秒TKO                                            | [SUK WANKINGTHONG] 新宿フェイス | 56kg契約 ムエタイルール                                                    | 2021年 7月29日        |
| 〇    | クンナムイサン・ショウブカイ（タイ/尚武会）                       | 3分3R 判定                                                  | [SUK WANKINGTHONG] 後楽園ホール | 56.5kg契約 ムエタイルール                                                  | 2021年 10月10日       |
| 〇    | 佐野 貴信（日本・創心會）                                         | 3分5R 5分34秒KO                                             | [SUK WANKINGTHONG] 新宿FACE | ハンデキャップマッチ スーパーバンタム級 フェザー級（相手） ムエタイルール  | 2021年 11月14日       |
| ○     | 古村 光 （FURUMURA GYM・日本）                                    | 3分3R 判定                                                  | 『HOOSTCUP KINGS NAGOYA 10』 名古屋国際会議場 イベントホール | MuayThai Super Fight提供試合 ハンディキャップマッチ 55 kg - 56.5 kg (相手) | 2021年 12月22日       |
| ✕     | ファープラタン・ポーペットカイゲーウ（タイ）                      | 3分５R 判定 （０－３）                                      | 「Suk Petchyindee] TRUE 4U第2試合ラジャダムヌンスタジアム | 121ポンド契約 ムエタイルール                                               | 2022年 3月10日        |
| 〇    | クマンドーイ・ペッティンディーアカデミー （タイ）                 | 3分５R 判定 （３－０） ☆IMSA世界Sバンタム級王座獲得         | [Suk Wanchai MuayThai Super Fight] メインイベント IMSA世界Sバンタム級王座決定戦 名古屋国際会議場 イベントホール                                                 | スーパーバンタム級 ムエタイルール                                          | 2022年 4月24日        |
| 〇    | チャッチャイ・ダーブルアンサラカーム（タイ）                      | 3分５R 判定 （３ー０）                                      | 「Suk Petchyindee] TRUE4U メインイベントラジャダムヌンスタジアム                                                                                                | 12３ポンド契約 ムエタイルール                                              | 2022年 6月9日         |
| △     | ペットー ・ファイタームエタイ（タイ）                             | 3分５R ドロー                                               | 「Suk Petchyindee] TRUE4U メインイベントラジャダムヌンスタジアム                                                                                                | 12３ポンド契約 ムエタイルール                                              | 2022年 ７月7日        |
| 〇    | ペットー ・ファイタームエタイ（タイ）                             | 3分3R KO （2R2分24秒）                                      | 「RAS」ラジャダムナンワールドシリーズラジャダムヌンスタジアム                                                                                                   | 12３ポンド契約                                                             | 2022年 8月19日        |
| ✕     | ゴンチャイ・チャナイドンムアン（タイ）                            | 3分５R 判定 （０－３）                                      | 「Suk Petchyindee] TRUE4U メインイベントラジャダムヌンスタジアム                                                                                                | 12３ポンド契約 ムエタイルール                                              | 2022年 10月6日        |
| ✕     | センソン・エラワン（タイ）                                        | 3分５R 判定 （１－２）                                      | Suk Wanchai ＋Muayded 789Muay Thai Super FightGENスポーツパレス(東京）                                                                                          | 124ポンド契約 ムエタイルール                                               | 2022年 10月30日       |
| ✕     | ミゲル フェルナンデス（スペイン）                                 | 3分3R 判定 （０－３）                                       | 「RWS」ラジャダムナンワールドシリーズラジャダムヌンスタジアム                                                                                                   | 12４ポンド契約                                                             | 2022年 12月9日        |
| 〇    | チエップカート・ポーポンサワン （タイ）                           | 3分５R 判定 （３－０）                                      | 「スックムエマンサナムムアン」ランシットスタジアム | 129ポンド契約 ムエタイルール                                               | 2023年 3月7日         |

## 獲得タイトル
2015年3月、WPMF世界フライ級チャンピオン
2015年12月、タイ国プロムエタイ協会フライ級チャンピオン
2017年6月、ムエサイアム中部スーパーフライ級チャンピオン
2018年9月、TRUE4Uスーパーフライ級チャンピオン
2019年10月、TRUE4Uバンタム級チャンピオン
2022年4月、IMSA世界Sバンタム級チャンピオン